# Dine Brands Global
Dine Brands Global, Inc., tidigare International Industries, Ihop Corporation och Dine Equity, är ett amerikanskt multinationellt förvaltningsbolag som verkar inom restaurangnäringen. De äger restaurangkedjorna Applebee's och Ihop.

## Historik
Förvaltningsbolaget har sitt ursprung från 1958 när bröderna Al Lapin, Jr. och Jerry Lapin startade en restaurang med namnet International House of Pancakes i Toluca Lake (Los Angeles, Kalifornien). Al Lapin, Jr. grundade senare också ett förvaltningsbolag med namnet International Industries och ägde bland annat Ihop och Orange Julius. År 1965 blev International Industries ett publikt aktiebolag och aktierna började handlas på New York Stock Exchange (NYSE). År 1973 lämnade Al Lapin, Jr. förvaltningsbolaget efter ha sålt sitt innehav för 50 000 amerikanska dollar samtidigt som förvaltningsbolaget hade blivit stämd i federal domstol av flera franchisetagare för orimligt höga franchiseavgifter rörande inköp av livsmedel och utrustningar. På mitten av 1970-talet fick International Industries ekonomiska svårigheter, vilket ledde till att kreditgivarna, som var 21 banker och försäkringsbolag, omorganiserade förvaltningsbolaget 1976. Den fick samtidigt ett nytt namn i Ihop Corporation. Tre år senare sålde kreditgivarna förvaltningsbolaget till det schweiziska Wienerwald Holding AG, som var kontrollerad av den österrikiske krögaren Friedrich Jahn. År 1981 beslutade Wienerwald Holding att köpa ut Ihop Corporation från börsen. Samma år gick dock Wienerwald Holding i konkurs och ägarskapet av Ihop Corporation överfördes till förvaltningsbolaget Svido. Den nya ägaren hade dock inget intresse i restaurangnäringen och lät Ihop Corporation sköta sig själva. I maj 1987 köpte Ihop Corporations företagsledning Ihop Corporation från Svido för 50 miljoner amerikanska dollar. År 1991 blev Ihop Corporation återigen ett publikt aktiebolag.
I november 2007 köpte förvaltningsbolaget restaurangen Applebee's för 2,04 miljarder dollar. I maj året därpå meddelade de att förvaltningsbolaget skulle byta namn till Dine Equity eftersom de ägde inte bara Ihop längre. År 2018 fick de sitt nuvarande namn.